# Myorelaxant
Un myorelaxant est un médicament ou une substance ayant pour effet de décontracter les muscles. 
Le thiocolchicoside (Miorel ou Coltramyl) et le méthaqualone sont des médicaments utilisés lors de contractions musculaires. Le tétrazépam (Myolastan) a été utilisé à cette fin jusqu'à son retrait du marché européen en juillet 2013 en raison d'accidents cutanés. Au Canada, prescripteurs et patients ont recours à la cyclobenzaprine (Flexeril).

## Molécules pharmacologiques
- Toutes les benzodiazépines possèdent des propriétés myorelaxantes. Le tétrazépam était la seule benzodiazépine qui possédait une AMM "traitement d'appoint des contractures musculaires", mais il a été retiré du marché[2]. Hors AMM, certaines benzodiazépines sont toujours utilisées dans ce but (diazépam, oxazépam...) ;
- la méphénésine (Décontractyl), retiré du marché à compter du 28 juin 2019[3].
- le méthocarbamol (Lumirelax, liste II), non remboursé à cause d'une mauvaise balance bénéfice-risque ;
- le thiocolchicoside (Coltramyl, Miorel, liste I), non remboursé à cause d'une mauvaise balance bénéfice-risque ;
- l'acide gamma-hydroxybutyrique (GHB), utilisé à l'origine comme anesthésiant pour des opérations chirurgicales.
- la nitroglycérine, myorelaxant et vasodilatateur.
- le baclofène
- le dentrolène
- la chlorzoxazone

## Effets secondaires ou indésirables
Certains myorelaxants, comme les anesthésiques généraux, peuvent induire une réaction allergique de type choc anaphylactique ou anaphylactoïde via une histaminolibération non spécifique. Des anomalies de l'histaminolibération et de la réactivité à l'histamine sont fréquentes chez les sujets ayant de telles réactions. Elles peuvent être appréciées par tests cutanés au 48/80 et à l'histamine ; « Quel que soit le mécanisme du choc, l'incidence d'une spasmophilie est élevée et des antécédents d'intolérance non immunologique à l'aspirine et aux anti-inflammatoires non stéroïdiens sont fréquemment retrouvés par rapport à la population de référence. Cependant 25 % des sujets étudiés ne présentent aucun de ces facteurs de risque. » Chez les sujets à risque, une prémédication anxiolytique et antihistaminique peut être prescrite, avec mise en place des conditions prévention du bronchospasme.

## Retraits
- En juillet 2013, le tétrazépam (ou Myolastan) est retiré du marché européen, en raison d'accidents cutanés tels que le syndrome de Stevens-Johnson[1] ;
- En 2020, la méphénésine (Décontractyl, Décontractyl Baume), qui figurait déjà en 2019 sur la liste noire de la revue médicale Prescrire (médicaments à éviter, car inutiles et/ou dangereux) est retiré du marché en France (mais pas en Belgique)[5].

## Code ATC
Dans la classification anatomique, thérapeutique et chimique (ATC) de l'OMS, c'est le code M03 qui leur est attribué.